# Matteo Fantuzzi
Matteo Fantuzzi (Castel San Pietro Terme, 23 giugno 1979) è un poeta italiano.

## Biografia
Nato e cresciuto in provincia di Bologna, vive a Lugo di Romagna, in provincia di Ravenna. Nel 2008 ha pubblicato Kobarid, opera poetica con cui ha vinto il Premio Letterario Camaiore, nella sezione giovani. Nel 2017 ha poi pubblicato La stazione di Bologna, per la casa editrice Feltrinelli.
Già direttore della collana di poesia contemporanea della Ladolfi Editore, ha diretto la rivista Atelier.
Ha curato La linea del Sillaro, La generazione entrante e, assieme a Isabella Leardini, Post ’900. Lirici e narrativi. Scrive per L'Unità.

## Opere
- Kobarid (2008, Raffaelli)
- La stazione di Bologna (2017, Feltrinelli)